# 王得祿墓石獸

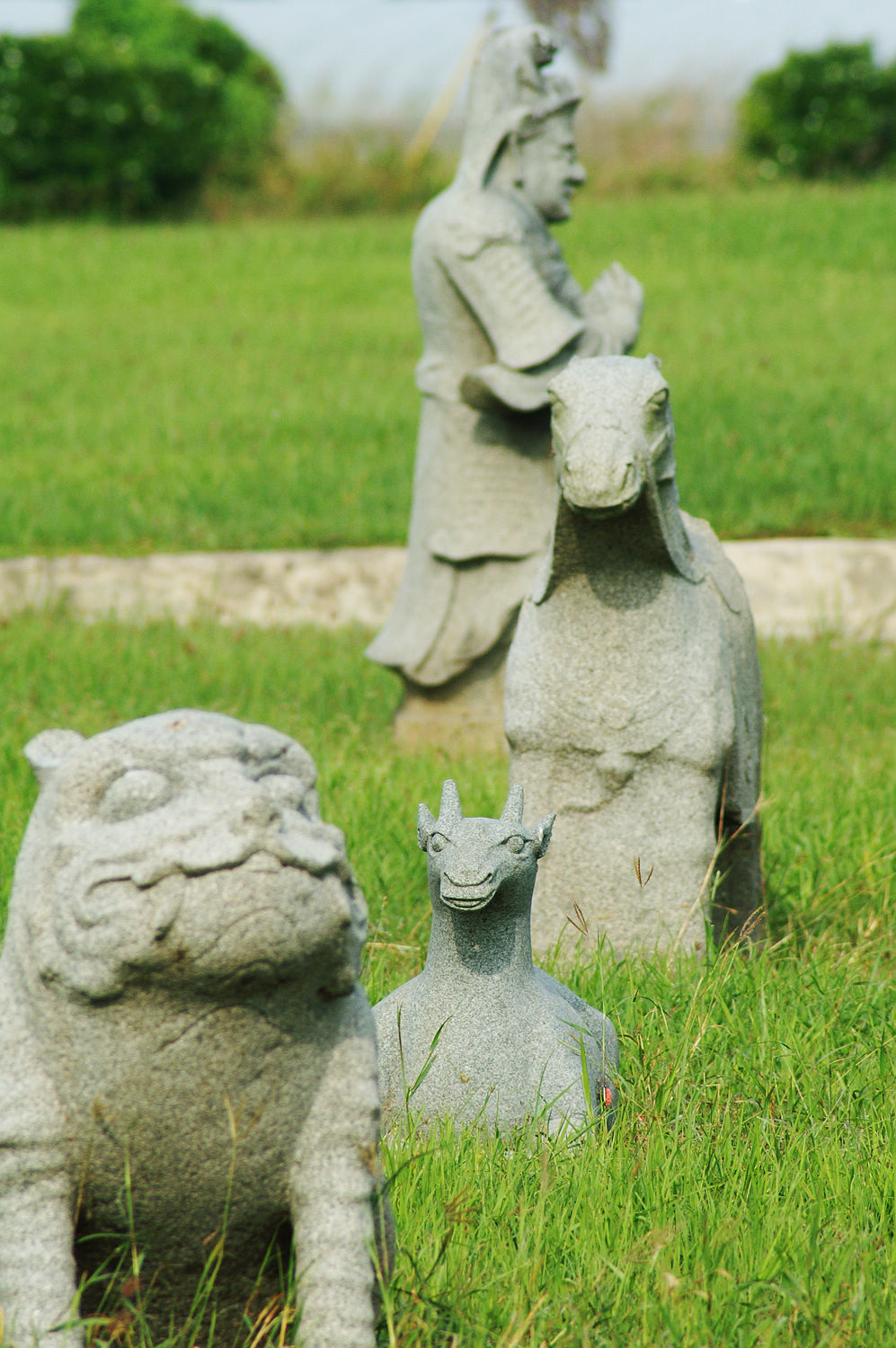

王得祿墓石獸，是位於台灣嘉義縣太保市王得祿墓裡的石像生，民間傳說中它們會在晚上幻化成精並從墓地出來作亂。

## 傳說
傳說中，在王得祿入葬後，墓地周遭開始發生怪事，如農作物經常被偷吃、家畜也很不安，經過調查，民眾發現是王得祿墓裡的石像晚上從墓裡跑出來所做的，其中的石翁仲（石人）甚至還會調戲婦女，村民因此把石雕破壞、並找人來破壞墓的風水。

## 現代研究
有人認為石像傳說很有可能是反應了嘉義當地民眾對王得祿作為當地大官並恃強凌弱的畏懼心理。